# Đại học Kỹ thuật Cáp Nhĩ Tân
Trường Đại học Kỹ thuật Cáp Nhĩ Tân (tiếng Anh: Harbin Engineering University; simplified Chinese: 哈尔滨工程大学; traditional Chinese: 哈爾濱工程大學; pinyin: Hāěrbīn Gōngchéng Dàxué), được thành lập năm 1953 tại Cáp Nhĩ Tân, Trung Quốc với tên gọi ban đầu là Học viện Kỹ thuật Quân sự Cáp Nhĩ Tân.
Hiện nay, Trường có 150 chương trình đào tạo, trong số đó 48 chương trình được giảng dạy bằng tiếng Anh. Trường được phát triển bởi đề án quốc gia trung quốc 211.

### Tên gọi qua các thời kỳ
- Trường Đại học Kỹ thuật Quân sự Cáp Nhĩ Tân (1953-1970);
- Trường Đại học Kỹ thuật đóng tàu Cáp Nhĩ Tân (1970-1994);
- Trường Đại học Kỹ thuật Cáp Nhĩ Tân (1994-nay).